# Rachel Keke
Rachel Keke (* 30. Mai 1974 in Abobo, Elfenbeinküste) ist eine französische Politikerin (LFI), die von 2022 bis 2024 Abgeordnete der Nationalversammlung war. Zuvor war sie als Reinigungskraft in einer Hotelkette tätig und sorgte mit Arbeitskampfmaßnahmen für Aufmerksamkeit.

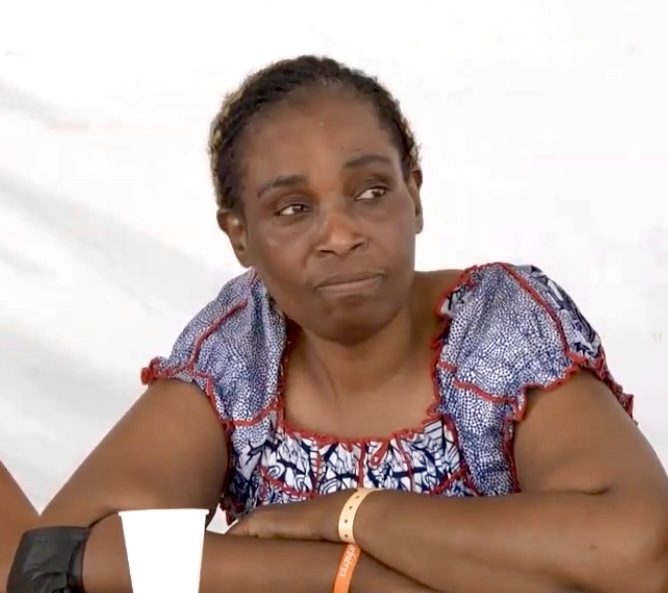
Rachel Keke (2021)

## Lebensweg
Geboren wurde Keke am 30. Mai 1974 in Abobo, einer Siedlung im Süden der Elfenbeinküste. Ihre Schullaufbahn endete nach der vierten Klasse im Alter von 12, nachdem ihre Mutter gestorben war und sie für ihre fünf Geschwister sorgen musste. 1999 gab es in ihrem Heimatland einen Militärputsch. Ein Jahr danach, im Alter von 26 Jahren, zog sie nach Frankreich. Dort begann sie im Norden von Paris als Reinigungskraft für ein Ibis-Hotel zu arbeiten, angestellt war sie über ein Subunternehmen. Die Staatsbürgerschaft erhielt sie 2015.
Von 2019 bis 2021 kämpften Keke und andere Reinigungskräfte des Hotels mit Hilfe des Gewerkschaftsbundes CGT für bessere Arbeitsbedingungen und höhere Bezahlung. Unter anderem forderten sie eine geringere Arbeitsbelastung und die Erfassung von bis dahin unbezahlten Überstunden. In einem 22-monatigen Arbeitskampf, bei dem über acht Monate gestreikt wurde, konnten sich Keke und ihre Kolleginnen mit ihren Forderungen weitgehend gegen ihren Arbeitgeber durchsetzen. Keke war dabei als Sprecherin des Protests tätig. Aufgrund der Länge des Streiks – der längste in der Geschichte des Sektors – und der Beharrlichkeit der Streikenden sorgte der Arbeitskampf für landesweite Schlagzeilen.

### Politische Laufbahn
Anfang 2022 erhielt Keke das Angebot, sich für den Wahlkampf von Jean-Luc Mélenchons bei der Präsidentschaftswahl zu engagieren. Obwohl sie ein halbes Jahr zuvor noch skeptisch gegenüber einer politischen Beteiligung war, nahm sie das Angebot an und hielt Kundgebungen vor Anhängern der La France insoumise, der von Mélenchon gegründeten Partei, die sich später mit anderen linken Parteien zur Koalition NUPES zusammenschloss. Bei der anschließenden Wahl zur Nationalversammlung wurde sie von der Partei als Abgeordnetenkandidatin nominiert. Sie trat in einem Wahlkreis im Département Val-de-Marne gegen die ehemalige Ministerin Roxana Maracineanu an, gewann den Wahlkreis in der zweiten Wahlrunde schließlich mit 50,30 % der Stimmen und zog damit in die Nationalversammlung ein. Politisch möchte sie sich für einen höheren Mindestlohn und für besser Bedingungen insbesondere für undokumentierte Arbeiter einsetzen. Sie wolle „die Stimme all derer sein, die sonst keine Stimme haben“.
Bei der vorgezogenen Parlamentswahl im Juni/Juli 2024 verlor Keke ihren Wahlkreis mit 49,3 Prozent der Stimmen in der Stichwahl gegen Vincent Jeanbrun von der konservativen Partei Les Républicains.

## Rezeption
Keke wurde wegen des erfolgreichen Arbeitskampfes und ihrer dortigen Rolle als Sprecherin teils als „Ikone der französischen Linken“, als „Galionsfigur des Zimmermädchenstreiks“ oder als „Führungsfigur der Arbeiterklasse“ bezeichnet. Sie ist aber auch immer wieder von rechten Hasskampagnen betroffen, die sie wegen ihrer Herkunft aus der Arbeiterklasse und wegen ihrer fehlenden Hochschulausbildung attackieren.